# La Jagua del Pilar
La Jagua del Pilar là một khu tự quản thuộc tỉnh La Guajira, Colombia. Thủ phủ của khu tự quản La Jagua del Pilar đóng tại La Jagua del Pilar Khu tự quản La Jagua del Pilar có diện tích 267 ki lô mét vuông. Đến thời điểm ngày 28 tháng 5 năm 2005, khu tự quản La Jagua del Pilar có dân số  người.